# Epicrocis signatella
Epicrocis signatella is een vlinder uit de familie van de snuitmotten (Pyralidae). De wetenschappelijke naam van deze soort werd voor het eerst geldig gepubliceerd in 1907 door Arnold Pagenstecher.
De soort komt voor in tropisch Afrika.